# Filiatieregister
Het filiatieregister is een van de twee registers die de Hoge Raad van Adel bijhoudt als algemeen register van de Nederlandse adel. Het andere is het Wapenregister van de Nederlandse adel met kleurenafbeeldingen van de adellijke wapens en de namen van degenen die in de adelstand zijn opgenomen. Het filiatieregister bevat de namen van de afstammelingen van deze edellieden. Het bevat inschrijvingen van volledige en gewaarmerkte afschriften van akten van de burgerlijke stand, zoals geboorteakten, huwelijksakten, echtscheidingsakten en overlijdensakten waar ook ter wereld opgemaakt. Inschrijving in het filiatieregister van de Nederlandse adel geldt volgens artikel 21 van de Instructie van de Hoge Raad van Adel van 24 juni 1814 als wettig bewijs van adeldom.